# Dichocrocis galmeralis
Dichocrocis galmeralis là một loài bướm đêm trong họ Crambidae.